# Eois lineolata
Eois lineolata är en fjärilsart som beskrevs av W. Warren 1897. Eois lineolata ingår i släktet Eois och familjen mätare. Inga underarter finns listade i Catalogue of Life.